# 대한민국 형사소송법 제2조
대한민국 형사소송법 제2조는 관할위반과 소송행위의 효력에 대한 형사소송법의 조문이다.

## 조문
제2조(관할위반과 소송행위의 효력) 소송행위는 관할위반인 경우에도 그 효력에 영향이 없다.

第2條(管轄違反과 訴訟行爲의 效力) 訴訟行爲는 管轄違反인 境遇에도 그 效力에 影響이 없다.

## 참조 조문
제16조의2(사건의 군사법원 이송) 법원은 공소가 제기된 사건에 대하여 군사법원이 재판권을 가지게 되었거나 재판권을 가졌음이 판명된 때에는 결정으로 사건을 재판권이 있는 같은 심급의 군사법원으로 이송한다. 이 경우에 이송전에 행한 소송행위는 이송후에도 그 효력에 영향이 없다.  <개정 1987.11.28.>[본조신설 1973.1.25.]

제256조의2(군검찰관에의 사건송치) 검사는 사건이 군사법원의 재판권에 속하는 때에는 사건을 서류와 증거물과 함께 재판권을 가진 관할군사법원검찰부검찰관에게 송치하여야 한다. 이 경우에 송치전에 행한 소송행위는 송치후에도 그 효력에 영향이 없다.  <개정 1987.11.28.>

제319조(관할위반의 판결)피고사건이 법원의 관할에 속하지 아니한 때에는 판결로써 관할위반의 선고를 하여야 한다.  <개정 2007.12.21.>

## 해설

### 취지
소송경제를 도모하기 위함이다.

### '그 효력'의 의미
관할위반 신고 이전에 행해진 소송행위의 효력을 의미한다.

## 참고 문헌
- 손동권 신이철, 새로운 형사소송법(초판, 2013), 세창, 2013. ISBN 9788984114081

## 같이 보기
- 대한민국 형사소송법 제16조의2 사건의 군사법원 이송
- 대한민국 형사소송법 제256조의2 군검찰관에의 사건송치
- 대한민국 형사소송법 제319조 관할위반의 판결